# Synagoga w Grójcu
Dom modlitwy w Grójcu – murowany dom modlitwy zbudowany na początku XX wieku, przy ulicy Lewiczyńskiej.
Domu modlitw do 1939 roku sąsiadował z modrzewiową synagogą, spaloną i rozebraną na początku wojny. Budynek został dewastowany podczas II wojny światowej. Po wojnie przebudowany, istnieje do dziś.